# 사요군

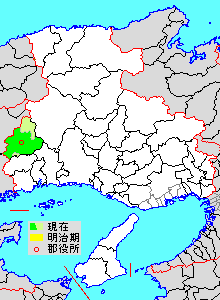
효고현 사요군의 위치 (녹색: 사요정, 연녹색: 후에 다른 군에서 편입된 구역)

사요군(일본어: 佐用郡)은 일본 효고현 남부(하리마국)에 있는 군이다.
인구 14,171명, 면적 307.44km², 인구밀도 46.1명/km².(2025년 3월 1일, 추계인구)
이하 1정으로 구성된다.
- 사요정(佐用町)

## 군역
1879년 행정 구역으로 발족 당시의 군역은 사요정의 의 대부분에 해당한다.

## 역사
- 1879년 1월 8일 - 군구정촌 편제법の兵庫県での施行により, 行政区画としての佐用郡이 발족.郡役所が佐用村に設置.

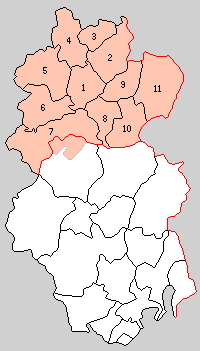
1.사요촌 2.나가타니촌 3.히라후쿠촌 4.에카와촌 5.마쿠야마촌 6.니시쇼촌 7.구자키촌 8.나카야스촌 9.도쿠사촌 10.오히로촌 11.미카즈키촌 (주황: 사요정)

- 1889년 4월 1일 - 정촌제 시행으로, 아래의 정촌이 발족. 전역이 현 사요정.(11촌)
  - 사요촌(佐用村)
  - 나가타니촌(長谷村)
  - 히라후쿠촌(平福村)
  - 에카와촌(江川村)
  - 마쿠야마촌(幕山村)
  - 니시쇼촌(西庄村)
  - 구자키촌(久崎村)
  - 나카야스촌(中安村)
  - 도쿠사촌(徳久村)
  - 오히로촌(大広村)
  - 미카즈키촌(三日月村)
- 1896년 4월 1일(12촌)
  - 오카야마현 요시노군 이시이촌(石井村)의 소속이 사요군으로 변경.
  - 에카와촌이 오카야마현 요시노군 사노모촌의 일부를 편입.
- 1928년 10월 1일(2정 10촌)
  - 사요촌이 정제 시행으로 사요정(佐用町)이 발족.
  - 히라후쿠촌이 정제 시행으로 히라후쿠정(平福町)이 발족.
- 1934년 4월 1일 - 미카즈키촌이 정제 시행으로 미카즈키정(三日月町)이 발족.(3정 9촌)
- 1940년 3월 1일 - 구자키촌이 정제 시행으로 구자키정(久崎町)이 발족.(4정 8촌)
- 1955년
  - 3월 1일 - 사요정·나가타니촌·히라후쿠정·이시이촌·에카와촌이 합병하여, 사요정이 발족.(3정 5촌)
  - 3월 25일(4정 3촌)
    - 구자키정이 아코군 아카마쓰촌의 일부를 편입.
    - 마쿠야마촌·니시쇼촌이 합병하여, 고즈키정(上月町)이 발족.

  - 3월 31일 - 오히로촌·미카즈키정이 합병하여, 새로이 미카즈키정이 발족.(4정 2촌)
  - 7월 20일 - 나카야스촌·도쿠사촌이 시소군 미카와촌과 합병하여 난코정(南光町)이 발족.(5정)
- 1958년 6월 15일 - 고즈키정·구자키정이 합병하여, 새로이 고즈키정이 발족.(4정)
- 2005년 10월 1일 - 사요정·고즈키정·난코정·미카즈키정이 합병하여, 새로이 사요정이 발족.(1정)